# Zanthoxylum arborescens
Zanthoxylum arborescens är en vinruteväxtart som beskrevs av Joseph Nelson Rose. Zanthoxylum arborescens ingår i släktet Zanthoxylum och familjen vinruteväxter. Inga underarter finns listade i Catalogue of Life.